# Ingvar Cronhammar
Ingvar Cronhammar, född 17 december 1947 i Hässleholm, död 20 maj 2021, var en svensk-dansk skulptör.
Ingvar Cronhammar växte upp i Sverige. men bodde i Danmark sedan 1965. Han utbildade sig på Århus Kunstakademi 1968-1971. Under 1970-talet ingick han i Zygo-gruppen i Århus tillsammans med bland andra  Per Kramer.
Ingvar Cronhammar var 1990-95 ledare för skulptörskolan på Det Fynske Kunstakademi. Han fick Eckersbergmedaljen 1993 och Thorvaldsenmedaljen 2003.

## Verk i urval
- Juggernaut vid Danmarks Pædagogiske Universitet i Emdrup, 1991
- Eye of the Shadow, Struer Gymnasium, 1992
- Camp Fire, Odense Tekniske Skole, 1993
- Omen, stål, 1993, rondellen  vid södra infarten till Visby
- Konstnärlig gestaltning av kopplingsstation på Kastrup, 1999
- Elia, Birk Center Park i Herning, 2001
- Red fall i Randers, 2002
- Parkbaenk IV, aluminium, 2011, Skulpturpark Billund i Danmark

## Bildgalleri

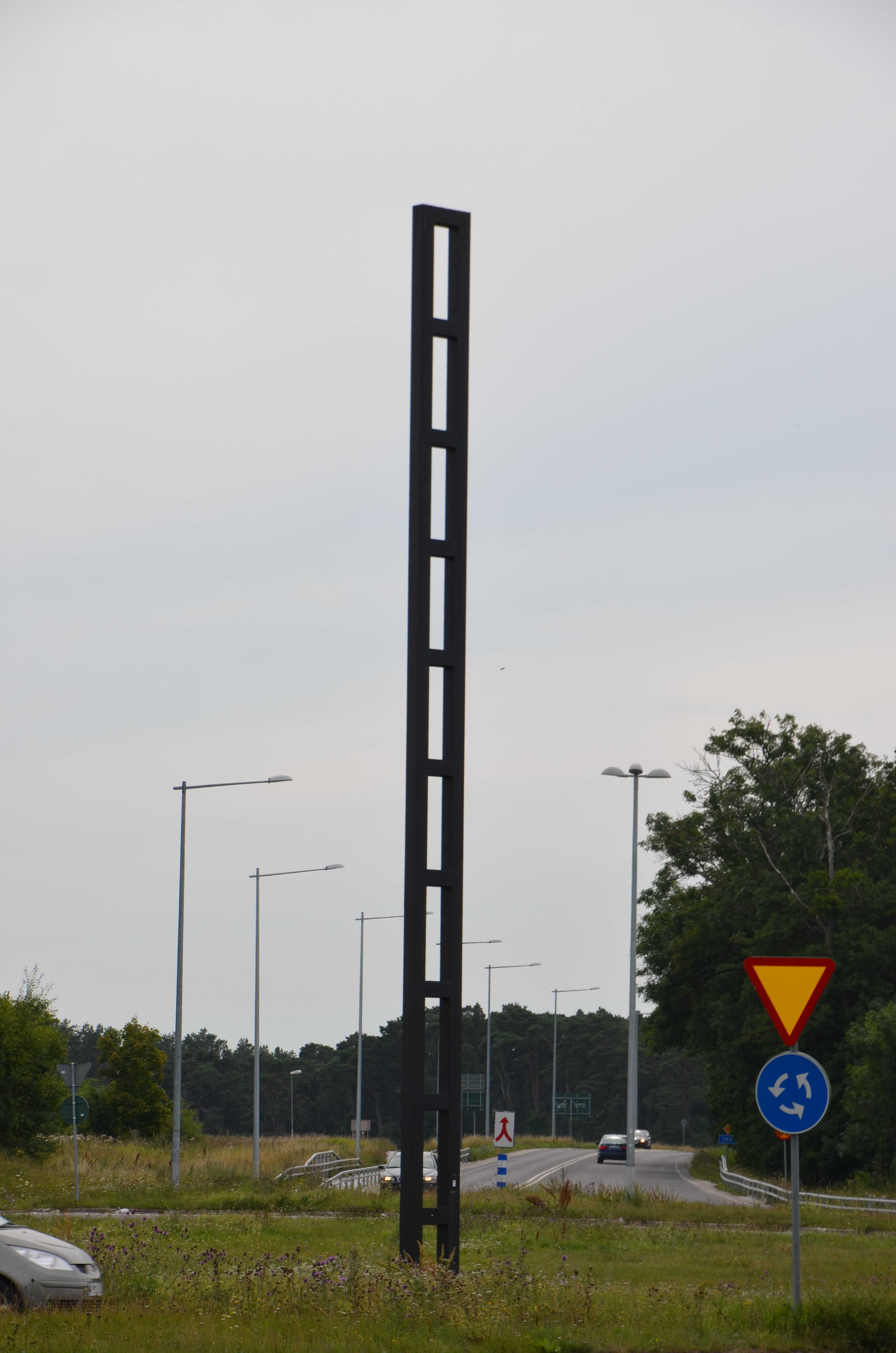
Omen i Visby.
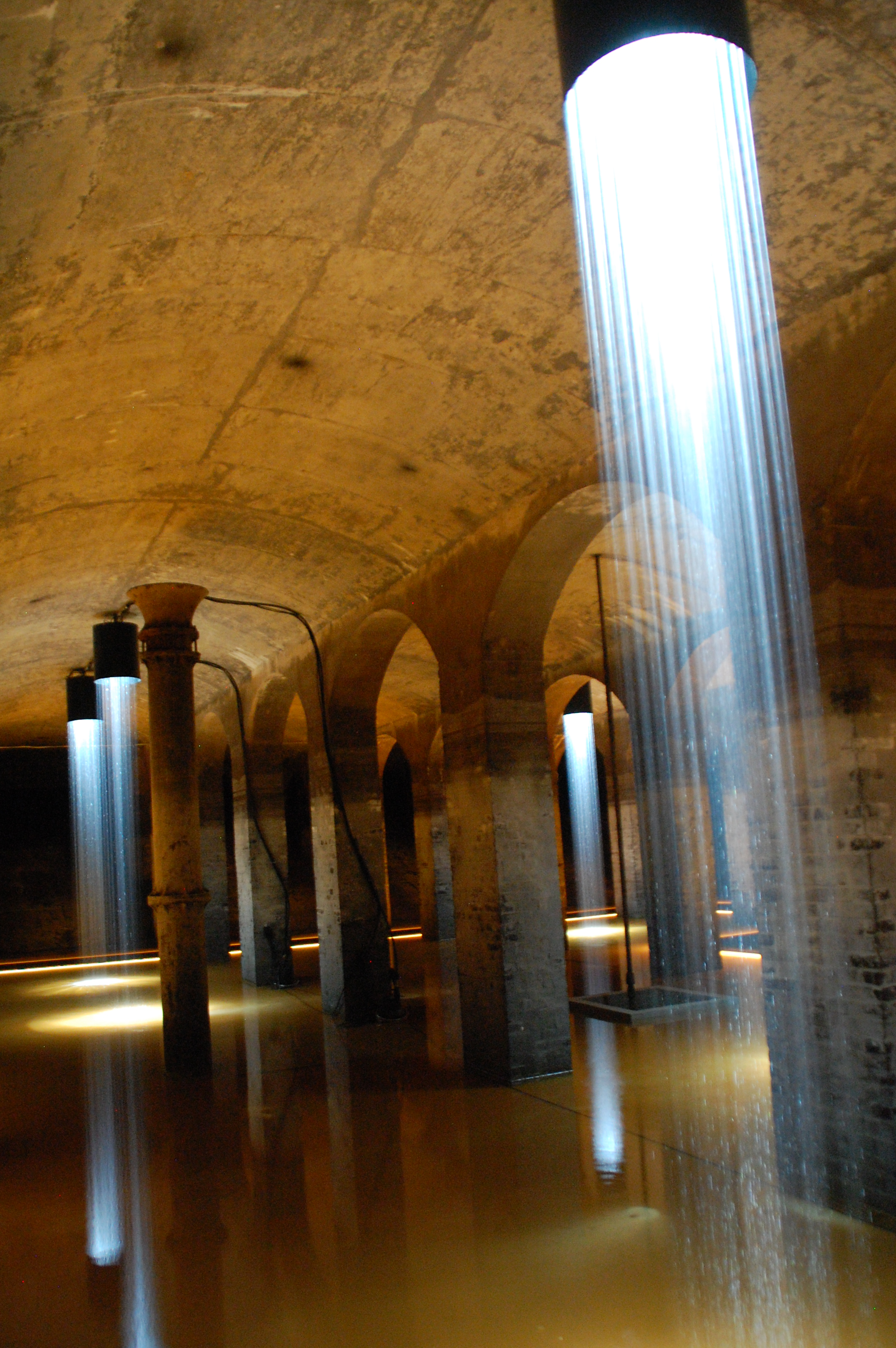
Installation i Frederiksbergs cisternen 2015.